# Jednání (divadlo)
Jednání (někdy také dějství nebo akt) je v dramatické literatuře (činohře, opeře) souvislý úsek děje, který se na scéně obvykle odehrává ve stejných kulisách.

## Popis
Dělení na jednání vzniklo v římském divadle. Jednání se v klasickém divadle číslují a dělí se na jednotlivé výstupy se stejnými osobami. Zvláště oblíbené bylo dělení na tři nebo pět jednání. Při představení mohou být oddělena přestávkou. Krátký divadelní kus o jednom jednání se nazývá aktovka nebo jednoaktovka.
Technické prostředky moderních divadel umožňují proměnu dekorací bez přerušení a někteří autoři toto dělení nepoužívají.